# Tell It to My Heart
Tell It to My Heart es el álbum de debut de la cantante y productora Taylor Dayne, el disco generó cuatro Top 10: "Tell It to My Heart" (n.º 7), "Prove Your Love" (n.º 7), "I'll Always Love You" (n.º 3) y "Don't Rush Me" (obtiene altas posiciones del 4 al 2). El disco gana 2 discos de platino en Estados Unidos y genera ventas importantes en países de Europa y Asia.
Fueron utilizadas dos portadas distintas para el álbum: la original con mucho color, tal y como aparece en el vídeo "Tell it to My Heart" con una gran melena aleonada, maquillaje característico de la época. La otra portada fue más elaborada y aparece con el mismo aspecto, pero menos maquillaje, apoyada en un muro con una chaqueta color café y blusa blanca. 

## Listado de canciones
1. "Tell It to My Heart" (S. Swirsky, E. Gold) (3:41)
2. "In the Darkness" (B. Steinberg, T. Kelly) (3:17)
3. "Don't Rush Me" (A. Forbes, J. Franzel) (3:50)
4. "I'll Always Love You" (J. George) (4:33)
5. "Prove Your Love" (S. Swirsky, A. Roman) (3:28)
6. "Do You Want It Right Now" (C. Burton, N. Straker) (4:04)
7. "Carry Your Heart" (S. Peiken) (4:22)
8. "Want Ads" (G. Perry, G. Johnson, B. Perkins) (3:00)
9. "Where Does That Boy Hang Out" (D. Lasley) (4:23)
10. "Upon the Journey's End" (duet w/ Billy T. Scott) (J. Sciarrone) (4:05)

## Personal

### Músicos
- Taylor Dayne - vocalista y coros
- Rich Tancredi - teclados (pistas 1-2, 5-10), percusión y batería
- Steve Skinner - teclados (pistas 3-4)
- Bob Cadway - guitarra
- Donald Gladstone - bajo
- Ric Wake - percusión y batería
- Frank Desaro - tom y cimbal overdubs
- Richie Cannata - saxofón
- Casey Warner - coros
- Shelly Peiken - coros
- Michael L. Gray - coros
- Billy T. Scott - coros

### Producción
- Ric Wake - arreglos, técnico de grabación (tema 1)
- Rich Tancredi - arreglos
- Bob Cadway - técnico de grabación, técnico de mezclas (temas 1, 3-4, 7-10)
- Clay Hutchinson - additional vocal engineering
- Michael Hutchinson - técnico de mezclas (tema 5)
- Jason Corsaro - técnico de mezclas (pistas 2, 6)
- Thomas Uberman Yezzi - asistente técnico
- John Herman - asistente técnico
- Mario Vásquez - asistente técnico
- Dave O'Donnell - asistente técnico
- Don Rodenback - asistente técnico
- Gilles Larrain - fotografía (carátula original 1987)
- Jennifer Baumann - fotografía (1988 reedición)
- Susan Tobman - estilismo
- Timmothy Montgomery - hair/make-up
- Margery Greenspan - art direction

## Sencillos
- Tell It to My Heart 1987
- Prove Your Love 1988
- I'll Always Love You 1988
- Don't Rush Me 1989

- Datos: Q7697417